# حمود ناصر
حمود ناصر (2 ديسمبر 1977 - 10 أغسطس 2019)، مغني وملحن شاعر غنائي كويتي راحل.

## مشواره الفني
انطلق إلى عالم الفن والشهرة بسرعة وكوّن له جماهير عريضة تنتظر جديده وتتلهف لسماع صوته سواء في الخليج أو الدول العربية. انطلاقته جاءت بأغنية "مضمون، في شريط منوعات كرنفال النظائر عام 1998 وسرعان ما انتشرت الأغنية سريعاً بين الجمهور وعرف بها حمود ناصر وتوقع الجميع صدور ألبوم خاص وبالفعل وحسب توقعات الجميع صدر له الألبوم الأول بعنوان اطمئن في عام 2000 من إنتاج شركة النظائر بالكويت. وقد حقق الألبوم مبيعات عالية في الكويت والخليج واشتهر اسمه بعدها.
من أشهر أغاني الألبوم : اطمئن، أنت عالبال، ليش ما تزور وساعات ومن الشعراء الذين تعاون معهم هم: عبد الناصر الورع الذي قدّم له عدة أغاني في الشريط والملحن عمار البني الذي صاغ له ألحان عديدة بالشريط وطرح في يناير 2002 أي بعد سنة غياب ألبومه الثاني بعنوان حمود ناصر 2002 والذي من خلاله واصل حمود ناصر النجاح والتألق كالمعتاد. احتوى الألبوم الثاني على عدد من الأغاني الناجحة مثل تلون وحبيبي وأنهي كلامي والعين وراحت أيامي 
عام 2017 بعد غياب دام ستة سنوات عاد بأغنيه حملت عنوان " أبيها"

### 2011:حمود ناصر 2011
بعد غياب دام أكثر من أربع سنوات، أطلق حمود ناصر ألبومه الخامس، حمود ناصر 2011، يوم 30 مارس 2011، وضم الألبوم 14 أغنية متنوعة وتحمل أكثر من لون غنائي، من إنتاج شركة أيوا جلف وتوزيع شركة روتانا. وكان الألبوم قد حقق نسبة مبيعات جيدة رغم الظروف السياسية التي مرت في الوطن العربي. وقد نالت أغنية في بالي المرتبة الأولى في محطة المارينا أف أم.

### التمثيل
في 25 أبريل 2011، أعرب عن رغبته بالتمثيل في مقابلة له مع جريدة الراي قال، "نعم، وهناك مفاجأة مع الشركة المنتجة لألبومي، وسترى النور خلال شهر رمضان المقبل.

## حياته الشخصية
لم يتزوج وهو شقيق من الأب للإعلامي سعود الورع.

## ألبومات
| العام | الألبوم        | المنتج       |
| ----- | -------------- | ------------ |
| 2000  | إطمئن          | شركة النظائر |
| 2002  | حمود ناصر 2002 | شركة النظائر |
| 2004  | عساك بخير      | شركة النظائر |
| 2007  | أحلى سنة       | أيوا جلف     |
| 2011  | حمود ناصر 2011 | روتانا       |
| 2019  | حمود ناصر 2019 | كلمات وت     |

### أغاني مصورة
| العام | الأغنية                       | المخرج                 | المنتج       |
| ----- | ----------------------------- | ---------------------- | ------------ |
| 1998  | مضمون                         | محمد حسين المطيري      | شركة النظائر |
| 1999  | كثير الناس بمشاركة بشار       | محمد حسين المطيري      | شركة النظائر |
| 2000  | إنت عالبال                    | جان كلود ديب           | شركة النظائر |
| 2000  | يلي رايح                      | نواف الشمري            | شركة النظائر |
| 2000  | غالي حبك                      | محمد حسين المطيري      | شركة النظائر |
| 2001  | يبه أمانة                     | سامي الشريدة           | شركة النظائر |
| 2002  | حبيبي                         | نواف الشمري            | شركة النظائر |
| 2002  | تلون                          | محمد حسين المطيري      | شركة النظائر |
| 2004  | عساك بخير                     | جان كلود ديب           | شركة النظائر |
| 2004  | فاطمة                         | جان كلود ديب           | شركة النظائر |
| 2008  | زعلان                         | جان كلود ديب           | سمايل تي في  |
| 2010  | أي أنا ذاك                    | خالد الرفاعي           | إنتاج خاص    |
| 2011  | مابي اشتكي                    | خالد الرفاعي           | سينيار       |
| 2011  | هنيالك                        | محمد الحداد            | أيوا جولف    |
| 2014  | فرقنا القدر                   | خميس الخميس، حمود ناصر | إنتاج خاص    |
| 2014  | أوبريت يا كويت                | عبد الله الويس         | أوريون       |
| 2017  | أبيها بمشاركة فلب، دافي، كوكو | كنغ دف                 | أوت لو       |

## مشاركاته في المهرجانات
- 2001 :  الكويت - هلا فبراير
- 2002 :  الإمارات العربية المتحدة - ليالي دبي
- 2005 :  الكويت - هلا فبراير
- 2007 :  الكويت - هلا فبراير
- 2011 :  الكويت - هلا فبراير

## أغاني مسلسلات
- 2000: الإختيار
- 2006: كابتن واو
- 2012: مذكرات عائلية جدا[7]
- 2014: صديقات العمر

## آراء حوله
منذ بداياته الفنية هاجمه الكثير على أسلوبه في الغناء وعلى طريقة انتقائه الأغاني. أول الهجوم الصحافي أنه قلّد عمرو دياب في أغنية أنت عالبال وكذلك في تصوير أغنية حبيبي في بيروت وأكّدوا تشابه التصوير مع تصوير أغنية حبيبي ولا على باله لـ عمرو دياب والمرة الثانية في أغنية إنت بس من البومة الثاني وقيل أنه يقلد المطرب اللاتيني ريكي مارتن. 

## وفاته
تُوفيَّ في صباح 10 أغسطس 2019 إثر أزمة قلبية عن عمر يناهز 41 عاماً